# Batalla de al-Luŷŷ
La batalla de al-Luŷŷ (pronunciación aproximada: [al-luch]) o batalla de Albacete, librada el 5 de febrero de 1146, enfrentó al Reino de Castilla contra los musulmanes en al-Luŷŷ, aldea cercana a Chinchilla de Montearagón y Albacete (seguramente la moderna Lezuza o la moderna Alatoz). Según las fuentes castellanas, la batalla se libró en o junto a Albacete.

## La batalla
La batalla la libró el rey musulmán Áhmad al-Mustánsir Sayf ad-Dawla, llamado por los cristianos Zafadola, contra los condes castellanos, que contaban con el apoyo de Abd Al-lah ath-Thagri, señor de Cuenca, enviados por Alfonso VII de León para someter a los rebeldes de Bayyasa, Úbbadat y Ŷayyán, que rechazaban pagar el tributo a Zafadola, vasallo del rey leonés. Cuando los rebeldes se vieron perdidos se sometieron a Zafadola a cambio de defenderlos contra los condes, que rechazaban detener su expedición, y Zafadola los tuvo que combatir, siendo derrotado y capturado por los cristianos. Conducido al campamento cristiano llamado los Pardos, fue asesinado por algunos soldados, con gran pena de los mismos condes y del rey Alfonso; junto con él murió su aliado, el gobernador de Valencia Abd Al-lah ibn Sa‘d ibn Mardanís, conocido después como Sahib al-Basit.

### Citas
1. ↑  Brill, E.J. (1913-1936). E.J. Brill's First Encyclopaedia of Islam 1913-1936 (en inglés). p. 250. ISBN 90-04-08265-4. Consultado el 7 de febrero de 2014.